# Geórgia nos Jogos Olímpicos de Verão da Juventude de 2014
Geórgia participou dos Jogos Olímpicos de Verão da Juventude de 2014, realizados em Nanquim, na República Popular da China. Conquistou três medalhas - duas de prata e uma de bronze.

## Medalhados
| Medalha           | Atleta                | Desporto  | Evento                     | Data                 |
| ----------------- | --------------------- | --------- | -------------------------- | -------------------- |
| Medalha de prata  | Tamazi Kirakozashvili | Judo      | -81kg rapazes              | 18 de Agosto de 2014 |
| Medalha de prata  | Meki Simonia          | Wrestling | Luta livre -76kg masculina | 27 de Agosto de 2014 |
| Medalha de bronze | Iveriko Julakidze     | Wrestling | Luta livre -63kg masculina | 27 de Agosto de 2014 |

## Atletismo
A Geórgia qualificou quatro atletas.
Legenda: Q=Final A (medalhas); qB=Final B (sem medalhas); qC=Final C (sem medalhas); qD=Final D (sem medalhas); qE=Final E (sem medalhas)
Rapazes
Eventos de campo
| Atleta            | Evento               | Qualificação | Qualificação | Final               | Final               |
| Atleta            | Evento               | Distância    | Class.       | Distância           | Class.              |
| ----------------- | -------------------- | ------------ | ------------ | ------------------- | ------------------- |
| Goga Maglakelidze | Triplo salto         | 15,07        | 9            | 14.82               | 7                   |
| Giorgi Mujaridze  | Arremesso de peso    | 17,57        | 10           | Não foi qualificado | Não foi qualificado |
| Giorgi Oniani     | Arremesso de martelo | 59,86        | 15           | Não foi qualificado | Não foi qualificado |

Raparigas
Eventos de campo
| Atleta         | Evento    | Qualificação | Qualificação | Final     | Final  |
| Atleta         | Evento    | Distância    | Class.       | Distância | Class. |
| -------------- | --------- | ------------ | ------------ | --------- | ------ |
| Mari Dzagnidze | Long jump | 5,90         | 4            | 5.87      | 7      |

## Boxe
A Geórgia qualificou um lutador devido aos resultados nos Campeonatos Mundiais AIBA da Juventude de 2014.
Rapazes
| Atleta            | Evento | Pré-eliminatórias    | Meias-finais         | Final / RM           | Class. |
| Atleta            | Evento | Adversário Resultado | Adversário Resultado | Adversário Resultado | Class. |
| ----------------- | ------ | -------------------- | -------------------- | -------------------- | ------ |
| Giorgi Kharabadze | -69 kg | ITA Vincenzo L 1-2   | Não foi apurado      | Não foi apurado      |        |

## Esgrima
A Geórgia apurou um atleta com base nos resultados que teve nos Campeonatos Mundiais de Cadetes da Federação Internacional de Esgrima de 2014.
Rapazes
| Atleta         | Evento | Pool Round           | Oitavos-de-final     | Quartos-de-final     | Meias-finais         | Final / BM           | Class. |
| Atleta         | Evento | Adversário Resultado | Adversário Resultado | Adversário Resultado | Adversário Resultado | Adversário Resultado | Class. |
| -------------- | ------ | -------------------- | -------------------- | -------------------- | -------------------- | -------------------- | ------ |
| Nika Shengelia | Sabre  | 22-25                | USA Metryka W 15–13  | RUS Ilin L 8–15      | Não foi apurado      | Não foi apurado      |        |

Equipas mistas
| Atletas                            | Evento         | Oitavos-de-final                  | Quartos-de-final      | Meias-finais/ PM      | Final / PM            | Class. |
| Atletas                            | Evento         | Adversários Resultado             | Adversários Resultado | Adversários Resultado | Adversários Resultado | Class. |
| ---------------------------------- | -------------- | --------------------------------- | --------------------- | --------------------- | --------------------- | ------ |
| Nika Shengelia IOC Equipa Europa 3 | Equipas mistas | IOC Equipa Ásia-Oceânia 2 D 26–30 | Não foram apurados    | Não foram apurados    | Não foram apurados    | 7      |

## Ginástica

### Trampolim
A Geórgia qualificou um atleta graças ao desempenho nos Campeonatos Europeus de Trampolim de 2014.
| Atleta         | Evento    | Qualification  | Qualification  | Qualification | Qualification | Final           | Final           |
| Atleta         | Evento    | Apresentação 1 | Apresentação 2 | Total         | Class.        | Pontuação       | Class.          |
| -------------- | --------- | -------------- | -------------- | ------------- | ------------- | --------------- | --------------- |
| Teona Janjgava | Raparigas | 33.435         | 48.695         | 80.710        | 10            | Não foi apurada | Não foi apurada |

## Judô
Dois atletas da Geórgia foram qualificados, com base nos resultados obtidos pelo país nos Mundiais de Judô de Cadetes de 2013.
Individual
| Atleta                | Evento        | 16avos-de-final      | Oitavos-de-final             | Quartos-de-final      | Meias-finais           | Rep 1                | Rep 2                | Rep 3                | Rep 4                | Final / BM                | Class.           |
| Atleta                | Evento        | Adversário Resultado | Adversário Resultado         | Adversário Resultado  | Adversário Resultado   | Adversário Resultado | Adversário Resultado | Adversário Resultado | Adversário Resultado | Adversário Resultado      | Class.           |
| --------------------- | ------------- | -------------------- | ---------------------------- | --------------------- | ---------------------- | -------------------- | -------------------- | -------------------- | -------------------- | ------------------------- | ---------------- |
| Tamazi Kirakozashvili | Boys' -81 kg  | —                    | ISR Vardi W 100S1-000S1      | AUT Bubanja W 011-010 | NED de Wit W 100-000   |                      |                      |                      |                      | RUS Igolnikov L 000S2-000 | Medalha de prata |
| Mariam Janashvili     | Girls' -52 kg | —                    | MAD Andriamifehy W 100-000S4 | PUR Acevedo W 100-000 | BRA Colman L 000S2-000 |                      |                      |                      | —                    | KOR Hyekyeong L 100-000   | 4                |

Equipa
| Athletes | Event          | Round of 16           | Quarterfinals           | Semifinals            | Final                 | Class. |
| Athletes | Event          | Adversários Resultado | Adversários Resultado   | Adversários Resultado | Adversários Resultado | Class. |
| --- | -------------- | --------------------- | ----------------------- | --------------------- | --------------------- | ------ |
| IOC Team Nevzorov MAD Mihanta Andriamifehy COL Brigitte Carabali MON Nicolas Grinda AUS Bryan Jolly GEO Tamazi Kirakozashvili ALG Salim Rebahi BIH Aleksandra Samardzic | Equipas mistas | —                     | IOC Team Douillet L 2-5 | Não foram apurados    | Não foram apurados    |        |
| IOC Team Kano TUR Melisa Cakmakli TJK Salim Darukhi GEO Mariam Janashvili MNE Arso Milic BOT Gavin Mogopa VEN Elvismar Rodriguez BUL Stoyan Tarapanov SRB Tea Tintor    | Equipas mistas | IOC Team Rouge L 2-5  | Não foram apurados      | Não foram apurados    | Não foram apurados    |        |

## Natação
A Geórgia qualificou um nadador.
Boys
| Atleta           | Event          | Manga   | Manga  | Final           | Final           |
| Atleta           | Event          | Tempo   | Class. | Tempo           | Class.          |
| ---------------- | -------------- | ------- | ------ | --------------- | --------------- |
| Akaki Vashakidze | 200 m mariposa | 2:04.51 | 3      | Não foi apurado | Não foi apurado |

## Lutas
A Geórgia qualificou dois atletas, graças aos resultados nos Campeonatos Europeus de Cadetes de 2014. Conquistou duas medalhas.
Legenda:
- KO - Vitória por Nocaute.
- PP - Decisão por Pontos - Perdedor com pontos técnicos.
- PO - Decisão por Pontos - Perdedor sem pontos técnicos.

Rapazes
| Atletas           | Evento           | Fase de grupos       | Fase de grupos       | Fase de grupos       | Fase de grupos | Final / RM           | Class.           |
| Atletas           | Evento           | Adversário Resultado | Adversário Resultado | Adversário Resultado | Class.         | Adversário Resultado | Class.           |
| ----------------- | ---------------- | -------------------- | -------------------- | -------------------- | -------------- | -------------------- | ---------------- |
| Iveriko Julakidze | Luta livre -63kg | AZE Mammadov L 4-0   | PLW Dydasco W 4-1    | RSA Steyn W 3-0      |                | IND Kumar W 3-1      | Medalha de prata |
| Meki Simonia      | Luta livre -76kg | TUN Barray W 4-0     | COL Izquiredo W 3-1  | HON Rivera W 4-1     |                | JPN Yamasaki L 4-0   | Medalha de prata |